# Paul Schellhas

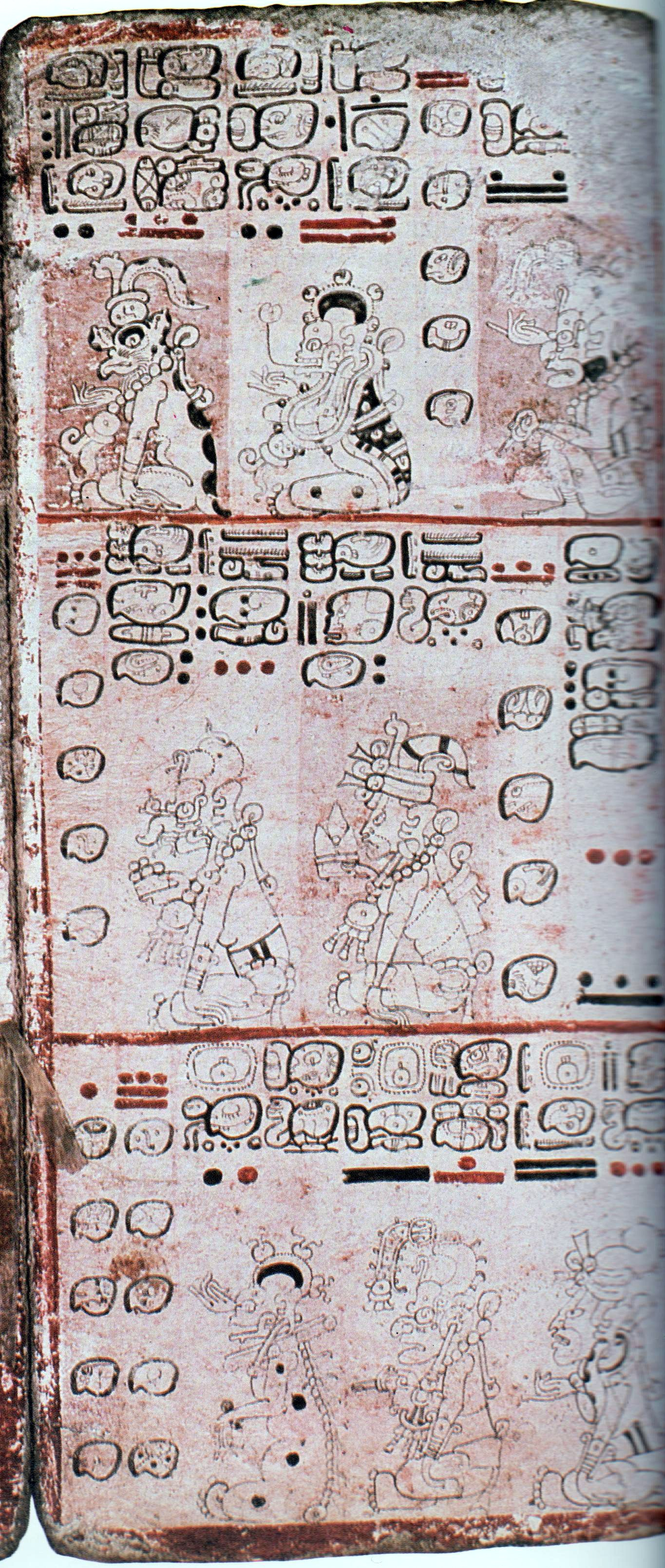
Seite 10 aus dem Codex Dresdensis

Paul Schellhas (* 16. November 1859 in Berlin; † 25. April 1945 ebenda) war ein deutscher Jurist und Maya-Forscher.

## Leben
Schellhas wurde als Sohn des Kaufmanns Julius Schellhas in Berlin geboren. Er widmete sich zunächst seiner beruflichen Laufbahn und ergriff den Beruf des Juristen. Nach seinem Studium der Rechtswissenschaften und Kameralistik in Berlin folgte 1884 die Promotion. Zunächst betätigte er sich als Rechtsanwalt, wurde dann um 1900 zum Richter am Amtsgericht Charlottenburg berufen und war bei seiner Pensionierung Landgerichtsrat.
Nebenberuflich befasste sich Schellhas zunächst mit der ägyptischen Hieroglyphenschrift, bis ihn die in der Sächsischen Landesbibliothek Dresden aufbewahrte Maya-Bilderhandschrift nachhaltig beeindruckte.
Fortan galt sein Mühen der Entzifferung der Maya-Schrift. Hierbei erhielt er von Ernst Förstemann maßgebliche Unterstützung. Sein herausragender Beitrag im Thema war zwischen 1892 und 1904 die Identifizierung von etwa 30 Maya-Göttern, die er mit Buchstaben versah, beispielsweise Gott B für Chaac, Gott D für Itzamná, Gott K für K'awiil oder Göttin O für Ix Chel, und ihrer Namensschriftzüge.
Da heute ca. 90 % der Maya-Schrift deutbar sind, gilt die Annahme Schellhas', jene sei ideographisch, als irrig widerlegt. Dies schmälert jedoch keinesfalls seinen Forschungsbeitrag, der im Gegenteil nach wie vor als Beitrag zur Entschlüsselung der Schrift große Anerkennung genießt. So empfahl Schellhas frühzeitig vor allem die Einbeziehung von Texten auf Grabkeramik und wies auf die Möglichkeit hin, Bildbeischriften auf Steinmonumenten als Eigennamen der abgebildeten Personen zu deuten. Seit 1959 wurde dies unter anderen von Heinrich Berlin oder Tatiana Proskouriakoff verwirklicht, später auch von Michael D. Coe aufgegriffen.
Schellhas war Ehrenmitglied der Anthropologischen Gesellschaft Washington D.C.
Er starb 1945 während  der Kämpfe in der Schlacht um Berlin. Er liegt heute auf der Kriegsgräberstätte auf dem Waldfriedhof Zehlendorf.

## Veröffentlichungen
- Ideale und Idealismus im Recht, 1886
- Die Göttergestalten der Maya-Handschriften: Ein mythologisches Kulturbild aus dem Alten Amerika, Dresden 1897
- Die gerichtliche Aktenkunde, 1900
- Die Konkurssachen in der gerichtlichen Praxis, 1902
- Rundfunk und Urheberrecht, Berlin 1929
- Die Stele 12 von Piedras Negras, in: Zeitschrift für Ethnologie 66, 1934, S. 416–422
- Fünfzig Jahre Mayaforschung, in: Zeitschrift für Ethnologie 69, 1937, S. 365–389
- Die Entzifferung der Mayahieroglyphen ein unlösbares Problem?, in: Ethnos 10, 1945, S. 44–53